# 冯乐进
冯乐进（1908年12月—2010年1月24日），曾用名冯明新、冯向前，山东省德州市阳信县商店镇冯家店村人。中华人民共和国政治人物。

## 生平

### 第一次国共内战
1933年参加工作，同年在北平经陈造介绍加入中国共产党。曾在北平参加反帝大同盟，于同年12月，他和陈藻、芦尚信、方段和四人同时被捕，关押于北平陆军监狱，判刑二年半。随后被转押到北平草岗子监狱。1936年，跟薄一波、安子文等一同出狱，由津南特委贾震介绍，冯乐进到阳信乡农学校校长李健接头，并宣传革命。

### 抗日战争
短期工作于鲁北特委、济南特委。1937年，他渡过黄河，在泰安找到山东省委书记黎玉，后抵达长清，组织游击队。同年12月，日军占领鲁北，冯乐进与李健、赵明新等人组建大峰山抗日根据地、西区抗日自卫团，下辖十七个大队，后改为独立营。1938年部队改编为八路军山东纵队六支队，刘海涛担任司令员。冯乐进派往支队军政干部学校担任政委（校长为任仲夷）。同年，他调任肥城县县委书记。
1939年，任泰西地委民运部部长。1940年，任山东省委党校教育长。1941年2月中旬，经中共山东分局批准，沂蒙地委（二地委）在沂南县朱家里庄成立，他担任宣传部部长。不久，他到边联县检查工作，适逢日军扫荡，县委书记王介福受重伤，由他代理书记。同年6月，回到沂蒙地委任原职。1942年10月，鲁中区二地委(沂蒙地委)设立敌工部，任敌工部部长。1943年，邢仁甫变节，冀鲁边区形势恶化，山东省委朱瑞派他返回冀鲁边区任三地委副书记（书记李广文）。1944年2月，冀鲁边区和清河区合并为渤海区，冀鲁边三地委改称渤海区三地委，冯乐进任地委副书记兼组织部部长。

### 第二次国共内战
1945年10月，任渤海区四地委组织部部长。1946年5月后，曾任渤海区党委民运部副部长、城工部副部长等职。

### 共和国成立后
1949年，调任上海南下干部革命大学（华东革命大学），任秘书长。1950年，任少数民族地区中央访问团秘书长。1951年，任中央财政经济委员会办公厅副主任，协助陈云工作。1954年后，历任国家水产总局局长、中华人民共和国水产部部长助理、水产部司长等职。1959年庐山会议后，被打成“右倾机会主义”分子。1961年，下放到山西省，任山西省水利厅水产局副局长。1962年三千人会议后，平反恢复。1963年9月至1964年10月，在中央高级党校学习。1965年，任山东省人民政府副秘书长。1966年6月至1969年，任太平洋西部渔业研究委员会秘书长。
文化大革命中，卷入“六十一人叛徒集团案”，惨遭迫害，中共十一届三中全会后平反。1979年，山东省司法厅设立，他担任司法厅厅长。1981年，兼任山东法学会会长。1983年9月，任山东省顾问委员会常委。1984年12月，离休。2010年1月24日，病逝于山东济南市。